# Le Bad Boy
Le Bad Boy est le premier épisode du feuilleton télévisé Newport Beach. Il fut diffusé aux États-Unis le 5 août 2003 sur le réseau FOX.

## Résumé
Trey Atwood et son frère cadet Ryan sont pris en flagrant délit de vol de voiture dans le quartier de Chino. Trey écope immédiatement d'une peine de prison ferme en raison de son lourd casier judiciaire, mais Ryan est confié temporairement à une maison d'arrêt pour mineurs où il fait la rencontre de son avocat Sandy Cohen. Ce dernier parvient à le faire sortir et l'informe que son cabinet le préviendra pour la date de comparution devant le procureur. La mère de Ryan, Dawn Atwood, devient hystérique en apprenant ce qu'on fait ses fils. Elle vient toutefois récupérer Ryan devant le commissariat, non sans colère. Sandy se doutant que les choses vont mal préfère donner son numéro personnel à Ryan, « au cas où ».
Arrivé chez eux, la mère de Ryan exige de son fils qu'il quitte la maison. Ce dernier, désemparé, la supplie de lui donner une seconde chance. Le beau père de Ryan, visiblement alcoolisé, décide de prendre part au conflit et une bagarre éclate, se soldant par la mise à la porte de Ryan. Ce dernier, après avoir sans succès demandé à plusieurs de ses amis un hébergement, décide de composer le numéro que Sandy lui avait laissé. Quelques minutes plus tard, Sandy vient récupérer Ryan en voiture et l'emmène chez lui, à Orange County.
Tandis que Sandy essaie de convaincre sa femme Kirsten d'accepter de prêter une chambre au jeune Ryan, ce dernier fait la connaissance de la jeune voisine des Cohen Marissa Cooper. Alors que son petit-ami Luke Ward la récupère en voiture, elle invite Ryan au défilé de mode qui aura lieu à Newport dans les jours qui suivent. Entre-temps, Kirsten a accepté non sans craintes d'héberger pour la nuit Ryan dans l'annexe de la piscine.
Le lendemain, Ryan fait la connaissance de Seth, le fils de Sandy et Kirsten, un jeune garçon du même âge mais extrêmement timide. Lors d'une sortie en bateau, il avouera à Ryan qu'il est éperdument amoureux de la meilleure amie de Marissa, Summer Roberts. Plus tard, Ryan est invité à la réception de Marissa , où les femmes parlent sans répits.Cette dernière finira par inviter Ryan à une soirée chez Holly après le défilé de mode, et Ryan convainc Seth de l'accompagner. À la soirée, Summer et ses amies se mettent en tête de draguer Ryan, mais Ryan ne s’intéresse qu’à une seule:Marissa .La soirée bat son plein sur fond de sexe, de drogue et d'alcool. Puis Seth révèle à tout le monde le passé de Ryan, qui décide alors de quitter la fête jusqu'au moment où Luke Ward et ses amis se mettent à chahuter Seth. Ryan défend Seth en envoyant une droite dans le visage de Luke, puis tous deux sont chassés par les autres amis de Luke.
En rentrant chez les Cohen, Ryan aperçoit Summer et Holly déposer Marissa complètement ivre sur le perron de sa porte. Ryan décide de ramener Marissa chez les Cohen et la dépose dans le lit de l'annexe. Le lendemain, Marissa rentre chez elle avant le réveil de Ryan et Kirsten exige le départ de Ryan en raison de la mauvaise influence qu'il aurait sur son fils. Sandy raccompagne donc Ryan jusque chez lui à Chino, où il découvre que sa maison est vide et sa mère partie. Sandy et Ryan retournent donc à Newport.

## Réception et critiques
L'épisode a rassemblé 7,46 millions de téléspectateurs aux États-Unis lors de sa diffusion, devant ainsi le meilleur démarrage de l'année. Il eut un succès particulier chez les spectateurs âgés de 12 à 17 ans, tandis que le succès dans la tranche des 18-49 ans fut beaucoup moins net que prévu.
L'épisode fut également apprécié par ses choix musicaux, et la série fut alors considérée comme une excellent mise en lumière de petits groupes musicaux peu connus. Ce fut notamment le cas pour le groupe Phantom Planet, interprète du générique de début.